# Opération Sunbeam
L'opération Sunbeam est le nom donné à une série de 4 essais atomiques atmosphériques complétés au site d'essais du Nevada par les États-Unis en 1962. Elle suit l'opération Nougat et précède l'opération Fishbowl. Pendant cette opération, quelques engins explosifs de faibles puissances dits « tactiques » sont testés. L'un des essais a servi à valider Davy Crockett.
Le Traité d'interdiction partielle des essais nucléaires est ratifié un peu après l'opération Sunbeam. C'est donc la dernière opération qui a vu des essais atmosphériques. Les essais subséquents au site d'essais du Nevada seront souterrains.

## Essais
Tous les essais ont lieu sur le site d'essais du Nevada.
| Nom              | Date            | Puissance explosive |
| ---------------- | --------------- | ------------------- |
| Little Feller II | 7 juillet 1962  | < 20 kt             |
| Johnnie Boy      | 11 juillet 1962 | 0,5 kt (fission)    |
| Small Boy        | 14 juillet 1962 | < 20 kt             |
| Little Feller I  | 17 juillet 1962 | < 20 kt             |